# Dasineura serrulatae
Dasineura serrulatae är en tvåvingeart som först beskrevs av Osten Sacken 1862.  Dasineura serrulatae ingår i släktet Dasineura och familjen gallmyggor. Inga underarter finns listade i Catalogue of Life.